# Penelope Heyns
Penelope "Penny" Heyns (Springs, 8 de noviembre de 1974) es una nadadora sudafricana, ganadora de dos medallas de oro en los Juegos Olímpicos. Es la única mujer en la historia de los Juegos Olímpicos en ganar los 100 y 200 metros braza, y la primera medallista de oro de Sudáfrica pos-apartheid.
Heyns fue la más joven del equipo sudafricano en los Juegos Olímpicos de Barcelona de 1992.
Batió su primer récord mundial, en los 100 m braza, en Durban, en marzo de 1996. En las Olimpíadas de Atlanta en 1996, obtuvo el oro en los 100 m braza (también batió el récord mundial), y en los 200 m braza (récord olímpico).
Durante los Juegos de la Buena Voluntad de 1998, en Nueva York, Heyns obtuvo el récord mundial de los 50 m braza.
En 1999, Heyns batió once records mundiales en tres meses. Llegó a ser titular simultánea de cinco de los seis records mundiales posibles en la natación a braza, una proeza que nunca había sido lograda antes.
Fue nombrada por la Swimming World Magazine como a "Nadadora Mundial Femenina del Año" en 1996 y 1999.
En Sídney 2000 también obtuvo una medalla de bronce de los 100 m braza.
Heyns se retiró de la natación en 2001. En 2004 fue miembro de la comisión de la Federación Internacional de Natación (FINA), una empresaria, así como una presentadora de televisión. Ella también concluyó una autobiografía.
En piscina olímpica, Heyns fue récord mundial de los 50 m braza entre 1998 y 2002, de los 100 m braza entre 1996 y 2003, y de los 200 m braza entre 1999 y 2001.